# Philodromus lhasana
Philodromus lhasana är en spindelart som beskrevs av Hu 200. Philodromus lhasana ingår i släktet Philodromus och familjen snabblöparspindlar. Inga underarter finns listade i Catalogue of Life.